# Java Cryptography Architecture
Java Cryptography Architecture (JCA) — это криптографический фреймворк, входящий в состав платформы Java.
JCA предоставляет API для различных целей, в том числе шифрования, управления ключами, генерации криптографически стойких псевдослучайных чисел и т. д.
JCA упрощает интеграцию функций безопасности в Java-приложения, избавляя разработчиков от необходимости реализовывать криптографические алгоритмы.